# Liste der Biografien/Wits
Liste der Biografien |
Portal Biografien |
Personensuche
# |
A |
B |
C |
D |
E |
F |
G |
H |
I |
J |
K |
L |
M |
N |
O |
P |
Q |
R |
S |
T |
U |
V |
W |
X |
Y |
Z |
?
 
Wa |
Wc |
Wd |
We |
Wh |
Wi |
Wj |
Wl |
Wn |
Wo |
Wr |
Ws |
Wt |
Wu |
Ww |
Wy |
Wz
 
Wia |
Wib |
Wic |
Wid |
Wie |
Wif |
Wig |
Wih |
Wii |
Wij |
Wik |
Wil |
Wim |
Win |
Wio |
Wip |
Wir |
Wis |
Wit |
Wiv |
Wiw |
Wix |
Wiz
 
Vorlage:Liste der Biografien/Wit
Die Liste der Biografien führt alle Personen auf, die in der deutschsprachigen Wikipedia einen Artikel haben. Dieses ist eine Teilliste mit 24 Einträgen von Personen, deren Namen mit den Buchstaben „Wits“ beginnt.

## Wits

### Witsc
- Witsch, Joseph Caspar (1906–1967), deutscher Bibliothekar und Verleger
- Witschas, Udo (* 1971), deutscher Politiker (CDU), Landrat des Landkreises Bautzen
- Witschel, Christian (* 1966), deutscher Althistoriker
- Witschel, Georg (* 1954), deutscher Diplomat
- Witschel, Johann Heinrich (1769–1847), deutscher Pfarrer und bayerischer Abgeordneter
- Witschel, Max (1863–1916), deutscher Konteradmiral
- Witschel, Viviane (* 1993), deutsche Schauspielerin
- Witschetzky, Fritz (1887–1941), deutscher Maler und Marineoffizier
- Witschge, Richard (* 1969), niederländischer Fußballspieler
- Witschge, Rob (* 1966), niederländischer Fußballspieler und -trainer
- Witschi, Ernst (1881–1959), Schweizer Architekt
- Witschi, Hans (* 1954), Schweizer Maler, Zeichner, Performancekünstler im Musikbereich
- Witschi, Kiliann (* 1985), Schweizer Fußballspieler
- Witschi, Stefan (* 1957), Schweizer Schauspieler und Hörspielsprecher
- Witschi, Werner (1906–1999), Schweizer Eisenplastiker
- Witschonke, Selina (* 1998), Schweizer Curlingspielerin
- Witschurke, Günther (1937–2017), deutscher Komponist und Musikpädagoge

### Witse
- Witsel, Axel (* 1989), belgischer FußballspielerAxel Witsel (* 1989)

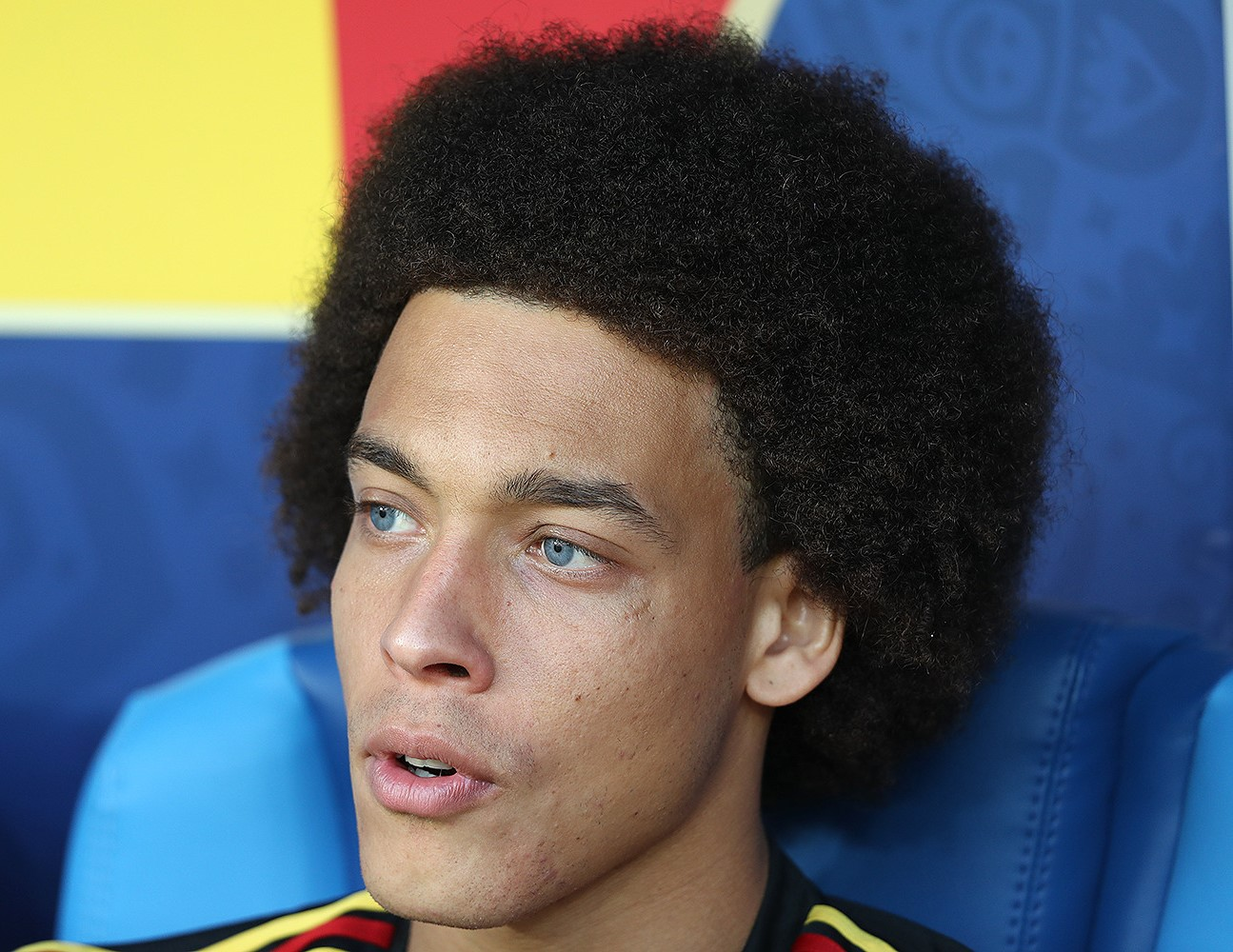
Axel Witsel (* 1989)

- Witsen, Cornelis Jan (1605–1669), holländischer Diplomat und Bürgermeister von Amsterdam
- Witsen, Gerrit Jacobsz († 1626), Bürgermeister von Amsterdam, Händler
- Witsen, Nicolaas (1641–1717), niederländischer Diplomat, Kartograf, Forschungsreisender und Autor sowie Bürgermeister von Amsterdam
- Witsen, Willem (1860–1923), niederländischer Maler, Zeichner, Fotograf und Schriftsteller

### Witsi
- Witsius, Hermann (1636–1708), niederländischer reformierter Theologe, Professor und Autor

### Witsk
- Witsken, Todd (1963–1998), US-amerikanischer Tennisspieler